# Квартет имени Бартока
Квартет имени Бартока (венг. Bartók Vonósnégyes, англ. Bartók Quartet) — венгерский струнный квартет, основанный в 1957 г. Первоначально назывался квартет Комлоша по имени первой скрипки Петера Комлоша. Имя венгерского композитора Белы Бартока получил в 1962 г.
Квартет имени Бартока занял высокие места на нескольких международных ансамблевых конкурсах — в частности, на конкурсе имени Гайдна в Будапеште (1959), конкурсе имени Шумана в Берлине (1959, 2-я премия) и Международном конкурсе струнных квартетов в Льеже (1963). В 1970 и затем вновь в 1997 гг. квартет был удостоен венгерской премии имени Кошута, став первым коллективом, который получил её дважды.
В репертуаре квартета имени Бартока — весь классический набор квартетов Гайдна, Моцарта, Бетховена, Брамса, однако наиболее знаменит квартет исполнением музыки своего патрона: только пятый квартет Бартока был исполнен квартетом более 700 раз.

## Состав
Первая скрипка:
- Петер Комлош

Вторая скрипка:
- Шандор Девич (1957—1982)
- Бела Банфалви (1982—1985)
- Геза Харгитаи (с 1985 г.)

Альт:
- Геза Немет

Виолончель:
- Ласло Мезо (1957—1960 и с 1977 г.)
- Карой Ботвай (1960—1977)